# Memphis (Musical)
Memphis ist ein Broadway-Musical von David Bryan (Musik und Text) und Joe DiPietro (Drehbuch und Text). Es basiert teilweise auf der Geschichte des aus Memphis stammenden Diskjockeys (DJ) Dewey Phillips. Er war einer der ersten weißen DJs, der die „afroamerikanische Musik“ der 1950er Jahre – die sogenannte „Black Music“ – im Radio spielten.
Die Originalproduktion des Musicals war vom 19. Oktober 2009 bis zum 5. August 2012 am Broadway zu sehen. Im Jahr 2010 gewann sie gleich vier Tony Awards, unter anderem für das Beste Musical und die Beste Originalpartitur.
Zuvor war das Musical bereits 2003 und 2004 als gemeinsame Weltpremiere am North Shore Music Theatre in Beverly, Massachusetts und am TheatreWorks in Mountain View, California zu sehen gewesen. Eine weitere Produktion vor dem Sprung an den Broadway erfolgte 2008/09 am 5th Avenue Theatre in Seattle.

## Zusammenfassung

### Erster Akt
Im Delray’s, einer schwarzen Rock ’n’ Roll Bar im Untergrund des Memphis der 1950er Jahre, findet eine Party statt (Underground). Huey Calhoun, ein weißer Mann, betritt die Szene. Als die Stammgäste beginnen die Bar zu verlassen, versucht Huey sie zu überzeugen, dass er wegen der Musik gekommen ist (The Music of My Soul). Als Huey später fast seinen Job in einem örtlichen Warenhaus verliert, macht er einen Deal mit dem Ladenbesitzer. Falls er 5 Platten durch das Abspielen über Lautsprecher im Laden verkaufen kann, wird er als Verkäufer angestellt. Huey spielt den Rock ’n’ Roll Hit (Scratch My Itch) ab, welchen er selbst mitgebracht hat und verkauft 29 Platten in fünf Minuten. Er wird aber trotzdem entlassen, da der Ladenbesitzer sich über die Art von Musik empört, die er verkauft hat.
Huey besucht das Delray’s ein weiteres Mal und beginnt mit Felicia zu flirten, der talentierten Schwester des Barbesitzers Delray. Er verspricht ihr, ihre Musik im Radio zu spielen (Ain’t Nothin’ But a Kiss). Daraufhin beginnt Huey sich bei lokalen Radiostationen als DJ zu bewerben (Hello My Name is Huey). Einer der Eigentümer, Mr. Simmons, lädt ihn ein und möchte ihm einen „richtigen“ DJ bei der Arbeit zeigen. Huey nutzt die Pause des DJs, übernimmt das Mikro und spielt eine weitere afroamerikanische Rock Nummer (Everybody Wants to be Black on Saturday Night).
Mr. Simmons will Huey gerade hinauswerfen, als Dutzende Teenager die Telefone der Radiostation klingeln lassen und sich mehr von Huey und seiner Musik wünschen (That’s Not Possible). Mr. Simmons bewilligt Huey daraufhin eine zweiwöchige Probezeit. Wenn er Erfolg hat, wird er Vollzeit übernommen werden. Nach einigen Tagen muss Huey eine Radiowerbung für Bier vorlesen, es stellt sich jedoch heraus, dass er Analphabet ist. Deshalb bittet er den Hausmeister Bobby, der ein Freund von Delray ist, ihm den Text vorzulesen, den er dann wiederholt. Als er den exakten Wortlaut vergisst, beginnt er zu improvisieren und beendet seine Durchsage mit dem Ausdruck „Hockadoo!“.
Mr. Simmons will Huey schon feuern, als der Besitzer des Bierladens anruft und verlangt, dass alle seine zukünftigen Werbungen von Huey gemacht werden sollen. Seine Bierbestände seien schon in Minuten ausverkauft gewesen. Die Radiostation wird durch Hueys Wortschöpfung „Hockadoo!“ immer beliebter, obwohl niemand versteht, was das eigentlich bedeuten soll – nicht einmal Huey selbst.
Im Radio ermutigt er die weißen Zuhörer erfolgreich, in afroamerikanische Gottesdienste zu gehen. (Make Me Stronger) Währenddessen hat Delray sich genügend Geld zusammengespart, um eine Platte mit Felicias Musik aufzunehmen. Felicia besucht Huey, um ihm die Platte zu bringen. Er ist überglücklich und verspricht ihr, sie gleich am nächsten Tag im Radio zu spielen. Doch Hueys Mutter nimmt die Platte aufgrund ihrer Vorurteile gegen Felicia und zerbricht sie. Felicia verlässt das Haus mit gebrochenem Herzen. Huey bittet sie trotzdem, am nächsten Tag zur Radiostation zu kommen (Colored Women).
Am nächsten Tag organisiert Huey eine Band und eine Gruppe von Back-up-Sängern, um mit Felicia live zu spielen. Trotz ihrer anfänglichen Zurückhaltung singt Felicia sehr gut und wird zu einer wahren Sensation (Someday). Felicia und Hueys Beziehung entwickelt sich, und Delray wird immer wütender auf Huey. Er warnt ihn vor der Gefahr einer Beziehung mit Felicia und droht, ihm etwas anzutun, falls Felicia irgendetwas zustoßen sollte (She’s My Sister). Hueys Beliebtheit steigt immer weiter, während sich weiße und schwarze Jugendliche gegenseitig immer öfter akzeptieren (Radio). Huey und Felicia führen eine geheime Beziehung, die seit dem Tag besteht, an dem sie live im Radio gesungen hat.
Zwei Jahre später stellt Huey auf dem Weg zum Delray’s Felicia einen Antrag. Sie lehnt ab, weil sie glaubt, dass sie beide aufgrund der geltenden Gesetze und der herrschenden Vorurteile große Nachteile als Paar haben würden. Sie würde aber zustimmen, wenn diese Hindernisse nicht bestünden. Als sie sich küssen, werden sie von einer weißen Männergruppe beobachtet. Die Männer werfen Huey zu Boden und schlagen auf Felicia mit einem Schlagstock ein. Huey schafft es gerade noch, sie in die Bar zu bringen und um Hilfe zu rufen. Delray versucht auf Huey loszugehen, wie er es ihm angedroht hatte. Doch Gator, ein Freund, kann ihn beruhigen. Er musste als Kind mit ansehen, wie sein Vater ermordet wurde und hatte seitdem kein Wort gesprochen. Doch nun spricht ein Gebet für Veränderung (Say a Prayer). Gator trägt Felicia zum herbeigerufenen Krankenwagen.

### Zweiter Akt
Einige Zeit ist vergangen und Huey hat mit einer neuen TV Show begonnen, einer Rock & Roll Musikshow mit schwarzen Tänzern (Crazy Little Huey). In der heutigen Sendung soll Felicia der erste Gast sein. Sie hat aber Angst, dass die Leute denken könnten, dass sie eine Beziehung zu Huey habe. Deshalb muss Bobby für Felicia einspringen, nachdem sie zuerst etwas Lampenfieber hatte (Big Love). Die Beziehung zu Huey wächst daran, und allmählich wird sie in Memphis immer beliebter.
Felicia versucht Huey von einem Umzug nach New York zu überzeugen. Sie glaubt, dort wegen der toleranteren Gesellschaft nicht mehr so im Verborgenen leben zu müssen. Huey liebt es aber, in Memphis zu leben und ist so glücklich, dass er darauf besteht, in Memphis zu bleiben (Love Will Stand When All Else Falls). Da entdeckt eine Talentagentur die Fernsehshow mit Huey und Felicia, und möchte beide nach New York holen. Hierfür müsste sich Huey aber zunächst gegen den geplanten Moderator Dick Clark für die geplante nationale TV-Show durchsetzen. Sie wägen ihre Entscheidung ab (Stand Up) und werden sogar von Hueys Mutter hierbei unterstützt, die ihre Vorurteile durch den Besuch eines schwarzen Kirchenchors abgelegt hat (Change Don’t Come Easy).
Huey erhält die Nachricht, dass er die nationale TV-Show bekommen kann, wenn er nur keine schwarzen Tänzer beschäftigt. Daraufhin lehnt er ab und beginnt mitten in der Livesendung seinen Anzug auszuziehen und einen Strip hinzulegen (Tear Down the House). Felicia sagt Huey, dass sie trotzdem nach New York gehen werde, weil das ihr großer Traum sei. In einem Verzweiflungsakt küsst Huey sie vor den laufenden Kameras und gesteht ihr seine Liebe, um sie damit vom Gegenteil zu überzeugen (Love Will Stand/Ain’t Nothin’ But a Kiss). Die Sendung wird daraufhin unterbrochen. Er wird entlassen, und zwar mit der Begründung, dass nach diesem Vorfall niemand mehr seine Show sehen möchte. Außerdem sei er nicht mehr der einzige Weiße, der diese Musik spiele. Um Felicias Karriere vor all dem zu schützen, beschließt Delray, Felicia erst einmal hier wegzubringen.
Huey verlässt den Sender und denkt aus der Sicht des Arbeitslosen über seine Beziehung zur Memphis nach. Es gibt aber immer noch keinen Grund für ihn, Memphis zu verlassen (Memphis Lives in Me). Nach vier Jahren hat Huey wieder eine Anstellung bei einem kleinen Radiosender (er macht in der Sendung Witze darüber und meint, er habe schließlich nur „exakt einen Zuhörer“). Felicia, die gerade eine landesweite Tournee startet, besucht ihn im Sender. Sie erzählt Huey zwar von ihrem Verlobten Bill, sagt Huey aber auch, dass sie gerne ein letztes Mal gemeinsam mit ihm auf der Bühne stehen würde. Er lehnt ab, weil er plötzlich Angst hat, dass sich ohnehin niemand an ihn erinnern würde. Die Show beginnt, und erst mitten im Lied kommt Huey dann doch auf die Bühne, und singt unter tosendem Applaus mit Felicia zusammen. Er beendet das Lied mit seinem Ausruf: “The name is Huey Calhoun. Goodnight and HOCKADOO!” („Meine Name ist Huey Calhoun. Gute Nacht und HOCKADOO!“) – (Steal Your Rock and Roll).

## Titelliste
Act I
- Underground – Delray, Felicia and Company
- The Music of My Soul – Huey, Felicia and Company
- Scratch My Itch – Wailin’ Joe and Company
- Ain’t Nothin’ But a Kiss – Felicia and Huey
- Hello, My Name is Huey – Huey,and Company
- That’s Not Possible – Huey, and Company
- Everybody Wants to Be Black on a Saturday Night – Company
- Make Me Stronger – Huey, Mama, Felicia and Company
- Colored Woman – Felicia
- Someday – Felicia and Company
- She’s My Sister – Delray and Huey
- Radio – Huey and Company
- Say a Prayer – Gator and Company

Act II
- Crazy Little Huey – Huey and Company
- Big Love – Bobby
- Love Will Stand When All Else Falls – Felicia and Company
- Stand Up – Delray, Felicia, Huey, Gator, Bobby and Company
- Change Don’t Come Easy – Mama, Delray, Gator and Bobby
- Tear Down the House – Huey and Company
- Love Will Stand/Ain’t Nothin’ But a Kiss (Reprise) – Felicia and Huey
- Memphis Lives in Me – Huey and Company
- Steal Your Rock ’n’ Roll – Huey, Felicia and Company

## Darsteller
Besetzungen der englischsprachigen Produktionen von Memphis
| Charakter                | Originale Broadway Besetzung | Letzte Broadway Besetzung | Erste „National Tour“   | Original West End Besetzung | Letzte West End Besetzung |
| ------------------------ | ---------------------------- | ------------------------- | ----------------------- | --------------------------- | ------------------------- |
| Huey Calhoun             | Chad Kimball                 | Adam Pascal               | Bryan Fenkart           | Killian Donnelly            | Matt Cardle               |
| Alternativbesetzung Huey |                              |                           |                         | Jon Robyns                  | Tim Newman                |
| Felicia Farrell          | Montego Glover               | Montego Glover            | Felicia Boswell         | Beverley Knight             | Rachel John               |
| Delray                   | J. Bernard Calloway          | J. Bernard Calloway       | Quentin Earl Darrington | Rolan Bell                  | Rolan Bell                |
| Gator                    | Derrick Baskin               | Derrick Baskin            | Rhett George            | Tyrone Huntley              | Tyrone Huntley            |
| Bobby                    | James Monroe Iglehart        | James Monroe Iglehart     | Will Mann               | Jason Pennycooke            | Jason Pennycooke          |
| Mama/Gladys              | Cass Morgan                  | Nancy Opel                | Julie Johnson           | Claire Machin               | Claire Machin             |
| Mr. Simmons              | Michael McGrath              | John Jellison             | William Parry           | Mark Roper                  | Mark Roper                |